# Brighton International 1993
Il Brighton International 1993 è stato un torneo femminile di tennis giocato sul sintetico indoor. È stata la 16ª edizione del Brighton International, che fa parte della categoria Tier II nell'ambito del WTA Tour 1993. Si è giocato a Brighton in Gran Bretagna, dal 18 al 24 ottobre 1993.

## Campionesse

### Singolare
Jana Novotná ha battuto in finale  Anke Huber con il punteggio di 6–2, 6–4

### Doppio
Laura Golarsa /  Natalija Medvedjeva hanno battuto in finale  Anke Huber /  Larisa Neiland con il punteggio di 6–3, 1–6, 6–4